# Liten filtrundmossa
Liten filtrundmossa (Rhizomnium gracile) är en bladmossart som beskrevs av T. Koponen 1973. Enligt Catalogue of Life ingår Liten filtrundmossa i släktet rundmossor och familjen Mniaceae, men enligt Dyntaxa är tillhörigheten istället släktet rundmossor och familjen Cinclidiaceae. Enligt den finländska rödlistan är arten akut hotad i Finland. Arten har ej påträffats i Sverige. Artens livsmiljö är kalkstensklippor och kalkbrott. Inga underarter finns listade i Catalogue of Life.